# 金子益太郎

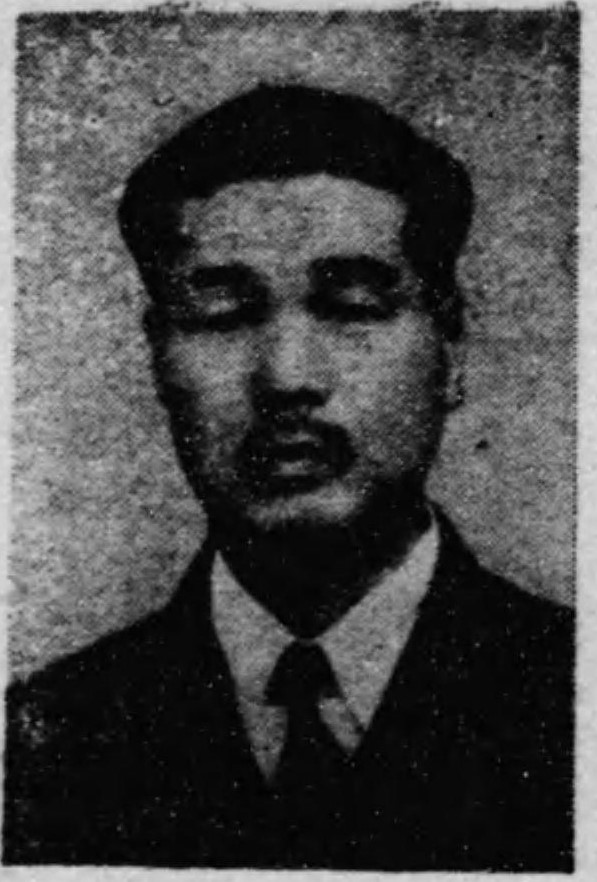
金子益太郎

金子 益太郎（かねこ ますたろう、1897年（明治30年）7月7日 - 1983年（昭和58年）10月6日）は、大正から昭和期の農民運動家、実業家、政治家。衆議院議員（2期）、栃木県栃木市長。幼名は亀吉で、35歳の時に益太郎と改名した。

## 経歴
栃木県下都賀郡栃木町入舟町（現栃木市入舟町）で、染物屋・金子忠吉（ただよし）の二男として生まれる。1912年（明治45年）3月、栃木町立第一尋常高等小学校高等科を卒業した。
その後上京し、働きながら独学し、山室軍平の導きでキリスト教に入信。雑司ヶ谷で小間物屋を開業したが、労働農民運動に加わった。1926年（大正15年）日本労農党に入党。
1929年（昭和4年）に帰郷して栃木県下の労農運動を大屋政夫、石山寅吉らと指導した。1932年（昭和7年）阿久津村事件の首謀者の一人として逮捕された。その控訴中の1933年（昭和8年）4月、栃木町会議員に当選した。控訴棄却となり懲役3年の刑で水戸刑務所で服役した。1937年（昭和12年）5月、栃木市会議員に選出され1946年（昭和21年）4月まで在任した。1938年（昭和13年）栃木市内初の鉄工所（のち栃木機械製作所）を共同で設立した。
また、全国農民組合栃木県連合会常任委員、全国労農大衆党栃木県連合会常任委員、社会大衆党栃木県連合会書記長、同会長、農地制度改革同盟栃木県支部長、日本社会党栃木県連初代会長などを務めた。
1946年（昭和21年）4月、第22回衆議院議員総選挙に栃木県全県区から社会党公認で出馬して初当選し、1947年（昭和22年）4月の第23回総選挙で栃木県第2区から出馬して再選され、衆議院議員に連続2期在任した。この間、社会党政調商工委員会主査、同会計部経理部長、同代議士会副会長などを務めた。その後、第24回、第26回総選挙にも立候補したがいずれも落選した。
1963年（昭和38年）5月に栃木市長に就任し、2期在任して1971年（昭和46年）4月に退任した。市民本位の市政を公約とし、道路整備、市民会館建設、保養施設老人センターや母子健康センターの設置、交通遺児奨学金制度の創設などに取り組んだ。
1971年（昭和46年）秋の叙勲で勲四等旭日小綬章受章。
1983年（昭和58年）10月6日死去、86歳。死没日をもって従五位に叙される。